# Mešita Laly Mustafy paši
Mešita Laly Mustafy paši ve Famagustě v Severním Kypru je významnou náboženskou i historickou památkou ve městě.
Mešita původně vznikla jako gotická římskokatolická katedrála svatého Mikuláše. Budována byla za vlády francouzské dynastie Lusignanů, v průběhu celého 14. století (roku 1328 byla vysvěcena). Svým vzhledem se blíží některým francouzským gotickým chrámům (například podobnost portálů u této stavby s Remešskou katedrálou). Stavbu několikrát poškodilo zemětřesení a také bombardování osmanskými vojsky v roce 1571. Během tohoto útoku se zřítily obě věže a již nebyly obnoveny.
Po obsazení města Osmany v srpnu 1571 byla katedrála přebudována na mešitu a upravena v souladu s islámskými nařízeními (odstranění křesťanských náboženských symbolů, zakrytí fresek, oken a soch zobrazujících živé bytosti, odstranění oltáře). Její název zněl až do roku 1954 Mešita Ajasofja (Ajasofja = hagia Sofia = sv. Moudrost), od té doby se používá název podle osmanského vojevůdce, který město dobyl.